# 女紅場
女紅場（にょこうば、じょこうば）とは、明治初期に存在した女子教育機関（女学校）の一種。「女紅」と呼ばれた女性の手仕事（裁縫・手芸など）の教育を中心とする教育機関である。1872年に京都府によって設立された「女紅場」（新英学校及女紅場）がその最初の事例で、学校教育制度が整備されるまでの時期（おおむね1870年代）に、関西地方などを中心として一部地域で広がった。「裁縫所」「縫製所」、あるいは「女工場」「女紅伝習所」などの名称も用いられた。
女紅場は学制に規定されない学校であり、中等教育機関（のちの高等女学校）に相当するものや、初等教育機関相当のもの、貧窮者のための授産・教育施設から、遊廓の女性のための教育施設まで、対象も内容もさまざまな教育が「女紅場」の名の下で行われた。学校教育制度が整備されるにつれて「女紅場」は解消され、あるいは名称も廃れていくが、「女紅場」の名は遊廓の女性たちを対象とする教育施設に残った。

## 概要
「女紅」とは「女工」「女功」「女巧」などとも表記し、裁縫・手芸・染色などの女子の手仕事を指す言葉である。
明治初期に「女紅場」と呼ばれた教育施設には、以下のように性格の異なるものが含まれていた。
- 中等教育機関（のちの高等女学校）に相当するような教育施設
- 女児の就学を促進するために小学校に付設された教育施設
- 没落士族や貧民の救済を掲げ、教育施設を備えた一種の授産場
- 遊廓で芸妓・娼妓に学問や技芸を教えた教育施設

「女紅場」という名称が最初に用いられたのは、明治5年（1872年）に京都府が設立したもので、主たる対象は華族や士族といった社会上層の子女であった。女子の学校教育の先駆的な存在であり、「女紅」とともに選択制で外国語教育をおこなったものであるが、やがて学問を中心とする女子中等教育機関へと性格を変えていき、「女学校」などの制度が整うとその中に組み込まれた。
一般庶民向けには、幕末に民間で行われた裁縫塾（お針屋）に公教育の要素を組み合わせた形の教育施設が「女紅場」の名で呼ばれた。女子に必要とされた生活上の技能を身に着けるとともに初等教育を行った場で、学制・教育令時代には盛んに活動が行われていたが、明治10年代に学校教育制度が整備されると（学校令参照）衰退した。
遊廓で芸妓・娼妓を対象に読み書きや生活技能を教育する機関にもこの名称が用いられた。遊廓で働く女性たちが「正業」に就いた際に困らないためという目的が掲げられ、多くは非就学であった女性たちにとって小学校の役割を果たした。ほかの形態の「女紅場」が衰退すると、「女紅場」の名はもっぱら遊廓の学校を指して用いられることとなった。

## 中等教育機関相当の「女紅場」

### 新英学校及女紅場

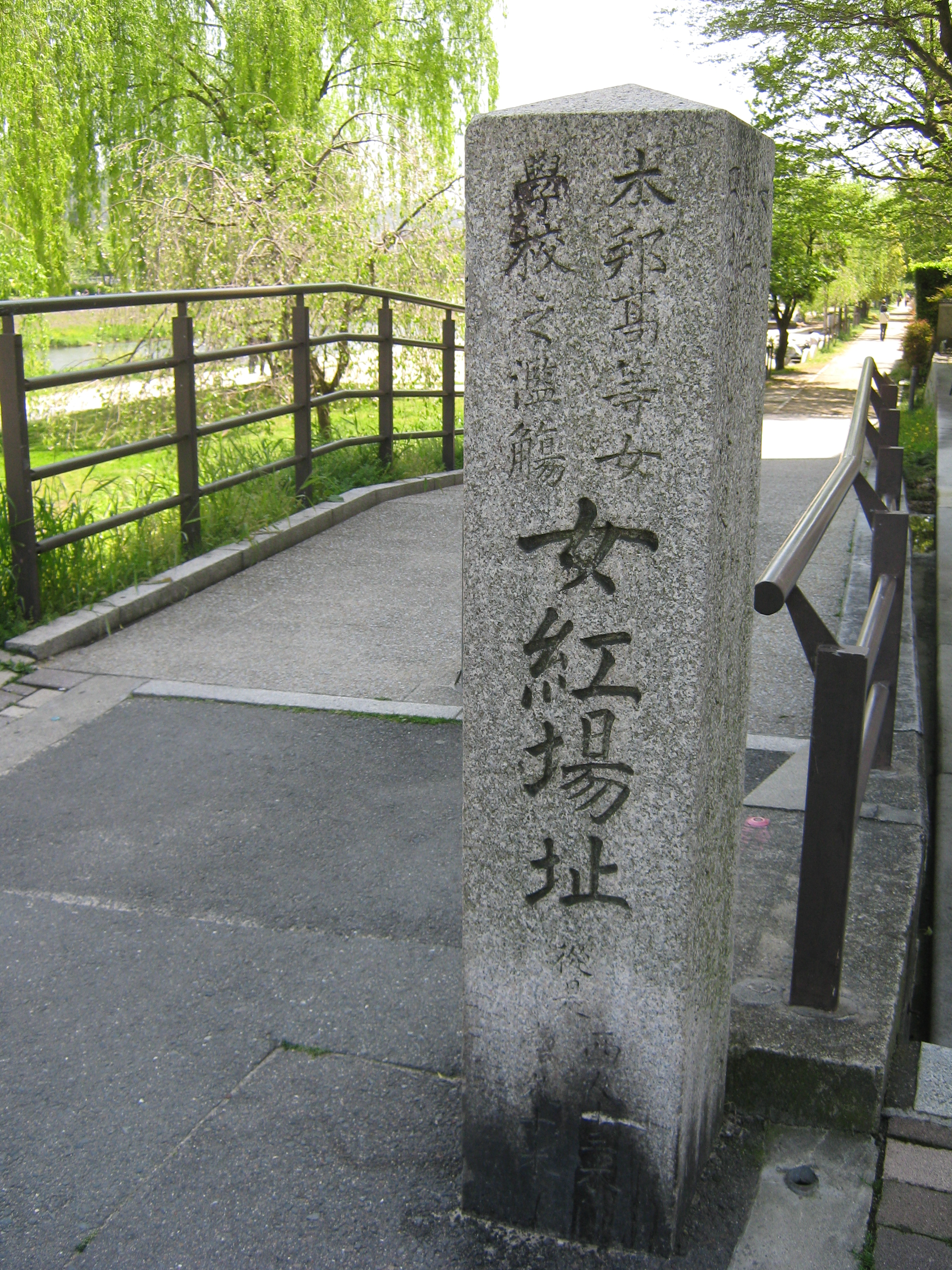
「本邦高等女学校之濫觴 女紅場址」の碑、京都市上京区・丸太町橋西詰。新英学級及女紅場（鴨沂高校の前身）の跡地。

明治5年（1872年）、京都府は産業基立金の利益をもって、京都市の土手町丸太町（鴨川の丸太町橋西詰）に「女紅場」を開設した。日本初の公立女学校とも位置付けられる学校で、のちに京都府立京都第一高等女学校を経て、現在の京都府立鴨沂高等学校につながるとされている。
この学校は、当初はイギリス人エヴァンス夫妻（Hornby Evans と Emily Evans）を招聘して、華族・士族の子女を対象に英語と女紅を教える学校であった。のちに平民の入学も許可し、女紅についてもエヴァンス夫人が英語とともに「西洋女紅」（洋裁）を教えていたのを改め、「着実にして工芸ある女子」を教員として採用して教授を分担し、「新英学校及ビ女紅場」と称したという。この学校は、産業基立金が校費に充てられていたことから京都府勧業課の管轄であった。
「女紅場」と「新英学校」（「新英学級」とも）が別個の学校として運営され、「新英学校」は男子生徒のみが通う事実上の男子校であった時期もあるようであるが、その後の学校整備に伴って男子生徒は中学校に収容され、「新英学校及女紅場」は女子教育機関となった。女子教育機関となった「新英学校及女紅場」の生徒には、英学と女紅を学ぶ「英学生徒」と、女紅のみを学ぶ「女紅生徒」の区分があった。女紅を授ける学校で、選択制で英語教育も受けることができたと言える。
この学校は、1874年（明治7年）に「英女学校及女紅場」と改称したのち、1876年（明治9年）には13歳以上で小学校卒業を入学資格とする中等教育機関「女学校及女紅場」となり、英学を主としながらも和漢学を兼修させ、教員育成の任務も担った。このとき、「女学校」は学務課に移管されたが、「女紅場」は引き続き勧業課の管轄下に置かれた。
1882年（明治15年）6月に「女紅場」の名は廃止され、この学校は単に「京都府女学校」と称されることとなった。

### 同志社分校女紅場
1877年（明治10年）4月、同志社は女子教育のための学校（現在の同志社女子中学校・高等学校および同志社女子大学の前身）について、「同志社分校女紅場」という名称で開業願を出して認可された。ところが京都府勧業課は府学務課に対し、同志社の女紅場は「婦女子の勧業授産のためのものではなく、才芸知識を開達する主意なので、女紅場というよりは女学校と称すべきである」と異議を申し立てため、同志社はこの学校を「同志社女学校」と改称することとなった（8月届出・9月認可）。

## 小学校付設の「女紅場」
明治5年（1872年）に出された学制は「小学校」を規定し、これを尋常小学・女児小学・村落小学・貧人小学・小学私塾・幼稚小学に区分した。このうち「女児小学」は、尋常小学の教科のほかに女児に手芸を教えるというものである。しかし教科のほとんどが尋常小学と同じであること、一般民衆の間で女子教育の必要が感じられていなかったことから、女児小学の数は全国の小学校の0.5%に過ぎなかった。
この女児小学に類するものとして登場したものが「女紅場」であった。学制や教育令の枠外にある教育機関であり、それぞれの地元事情を反映して運営が行われた。
この類型は「市郡女紅場」、「市中女紅場」といった名称でも呼ばれる。行政的な観点から行われるケース（堺）や、生産活動を重視したい住民の要求から行われるケースもあった。
学費の払えない生徒のために習得した技術で作られた製品をもって学費の代替とする事例もあった。特に北近畿や長野県や北関東の養蚕地帯などに盛んに設置された。
京都府では、1872年（明治5年）に「女紅場規則」が制定され、府下の小学校に「女紅場」を付設することが奨励された。1873年（明治6年）、京都市の柳池小学校・初音小学校や、府下の木津小学校に「女紅場」が付設された。
小学校付設の女紅場は、学校制度が整備されるともに、小学校補習科や、小学校令によって「小学校二類スル各種学校」と位置付けられた徒弟学校（女子職業学校。手芸女学校、裁縫女学校などとも称した）や実業補習学校となった。1910年（明治43年）には高等女学校令の改正により「実科高等女学校」（家事裁縫などを教える実科のみを置く高等女学校）という形態が登場することになる。

## 授産場としての「女紅場」
新潟県では、没落士族や貧民の救済・勧業・教育を目的とする「女紅場」が設けられた。
1872年（明治5年）には柏崎に有志によって「柏崎女紅場」が設けられた。1875年には県によって「新潟女紅場」が設立。1876年（明治9年）には長岡で三島億二郎らが「長岡女紅場」を設立した。これらの女紅場では、小学校教則に準拠した一般教養と機織・製糸技術を教えた。しかし文部省は学校ではなく「営業会社」（企業）であると位置づけている。この種類の女紅場は「勧業女紅場」とも分類される。
このほか、神奈川県では1877年（明治10年）以降、機械・原料などを貸与して機織を行う「女紅場」を開設することを奨励している。

## 遊廓の教育施設としての「女紅場」

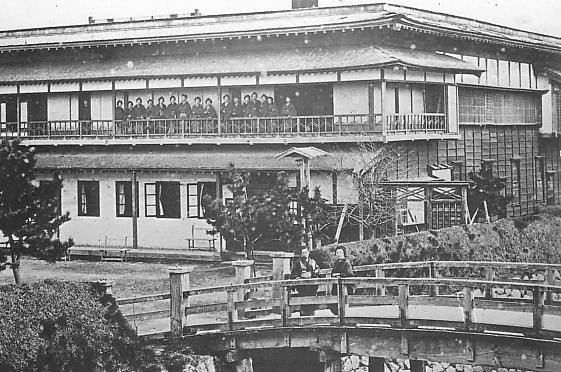
函館・蓬莱町遊郭の女紅場。

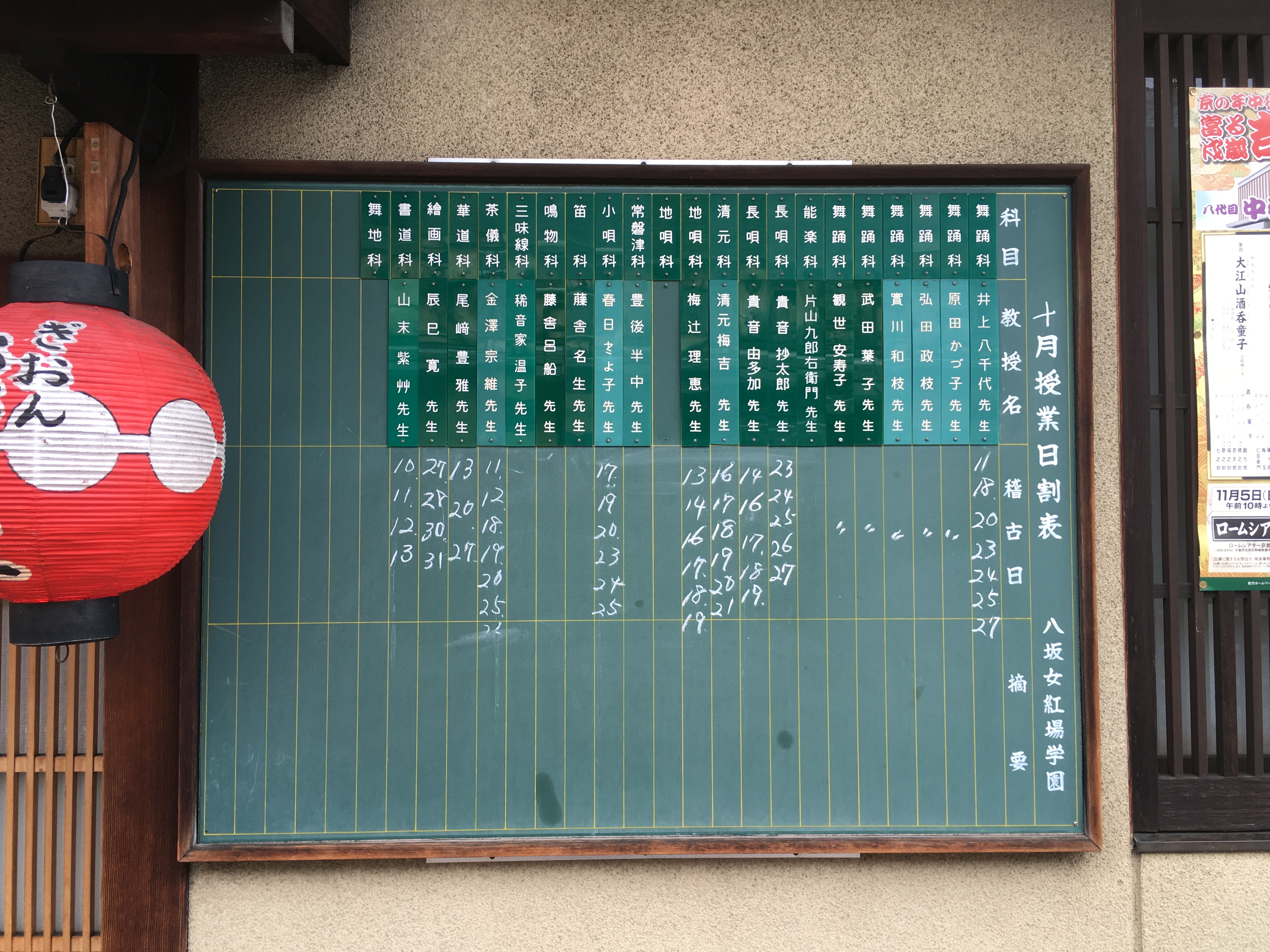
祇園町南側地区にある、祇園女子技芸学校の稽古日を示す黒板（2017年撮影）。「八坂女紅場学園」の文字が見える。

芸妓・娼妓に教育を行う「女紅場」は、明治5年（1872年）の「芸娼妓解放令」を契機として、女性たちが遊廓を出て「正業」で自立する際に必要な知識や女紅の技術を授ける「更生施設」として登場した。こうした女紅場について京都府勧業課は「遊所女紅場」と分類しており、教育史研究上でもこの名称が用いられる。
遊廓の授産施設としての女紅場が初めて登場したのも京都市で、1875年（明治6年）に祇園の貸座敷主たちが中心となって「婦女職工引立会社」を開設・運営し、翌1876年（明治7年）には読み書き・算術指導をも加えて女紅場（八坂女紅場・祇園女紅場とも）と改称した。
各地の遊廓にも「女紅場」という名の教育機関が広がっていくが、女紅場の運営費用が芸娼妓の負担であるなどの事情から、長続きしない事例もある。
函館の場合は、芸娼妓の「正業」への転換を奨励している函館支庁が「女工授産場」の設立を働きかけ、1878年（明治11年）に女紅場が開場した。本科として「工芸」（裁縫、紡織、洗濯）、余科として「学業」を教授するというもので、新聞広告を出して市民からの洗濯の依頼を受け、実習と収益を兼ねるということも行われていた。しかし本業をこなしながら、余暇の日中に5時間も登場することはかなり負担が大きかった（特に洗濯は重労働で、その日は手が震えて三味線が弾けないほどであったという）。少なからぬ生徒が読み書きや裁縫技術を身につけたとされるなど、成果がないわけではないが、罰則付きの出場督促が行われるなど、芸娼妓たちの実情を無視した行政サイドの施設とも指摘されるところである。慢性的な経営難にも悩まされており、1887年（明治20年）に函館の女紅場は廃止された。
21世紀初頭の現在も「女紅場」の名を有する組織として、京都の花街である祇園甲部の「祇園町南側地区」にある「八坂女紅場学園（やさかにょこうばがくえん）」がある。婦女職工引立会社・八坂女紅場（の運営組織）をルーツとする組織で、祇園町南側地区の土地を共同所有し、舞妓・芸妓の教育にあたるなど、花街運営の中核組織である。「八坂女紅場学園」は法人名（学校法人）であり、この法人が設置している学校の名は「祇園女子技芸学校」というが、しばしば混同されて学校が「女紅場」と呼ばれるという。この学校は、芸妓・舞妓を対象として、舞踊や三味線といった芸事や、茶道・書道などを教授している。なお、祇園では「女紅場」を「にょこば」、「にょうこば」と読むという。